# Evangelický kostel (Čenkovice)
Evangelický kostel v Čenkovicích v okrese Ústí nad Orlicí pochází z 20. let 19. století a sloužil místním německým evangelíkům.

## Historie
Duchovní správa obce bývala v Čenkovicích zajišťována z devět kilometrů vzdáleného Jablonného nad Orlicí. Roku 1667 je v obci poprvé zmiňován filiální katolický kostel sv. Vavřince. O sto let později zde konečně byla snahou obyvatel zřízena lokálie, v roce 1782 povýšená na farnost. Starý kostel byl tehdy zbořen a nahradil jej nový v barokním slohu, postavený díky financím knížete Aloise Josefa z Lichtenštejna.
V říjnu 1781 byl však vydán toleranční patent, díky němuž vyšlo najevo, kolik bylo v Čenkovicích tajných nekatolíků. K evangelickému vyznání se postupně přihlásila asi třetina všech obyvatel. Na bohoslužby chodili do Horní Čermné, v roce 1789 si postavili dřevěný kostelík, který byl roku 1828 nahrazen nynější zděnou stavbou. Roku 1889 k ní byla přistavěna věž. Od jihu k ní přiléhal evangelický hřbitov, který dnes připomíná pamětní deska.
Evangeličtí obyvatelé Čenkovic byli Němci, jejich příslušnost k českému sboru v Horní Čermné je na tu dobu výjimečná, stejně jako to, že byli helvétského vyznání (v podstatě všichni evangeličtí Němci v Čechách a na Moravě byli luterány).
Duchovním správcem býval pastor z Horní Čermné, od roku 1882 měla obec vlastního kazatele. V Čenkovicích působila i ochranovská jednota bratrská.

### Po vzniku Československa
Po první světové válce se s rozpadem Rakouska-Uherska rozdělila i Evangelická církev v Rakousku, čenkovičtí evangelíci vstoupili do nově vzniklé Německé evangelické církve v Čechách, na Moravě a ve Slezsku, která byla luterská, a stali se filiálkou farního sboru v Králíkách, který se stal farním sborem roku 1926. V roce 1945 byla Německá evangelická církev zrušena a kostel od roku 1953 připadl Českobratrské církvi evangelické – jejímu sboru v Horní Čermné. Evangelíků zde ale bylo málo, k bohoslužbám se scházeli v malém počtu na faře a veškerá aktivita skončila na začátku 60. let. V roce 1966 byl kostel předán Místnímu národnímu výboru a ten jej v 70. letech prodal soukromé osobě.
Fara byla Českobratrské evangelické církvi vyvlastněna v roce 1960, po roce 1989 byla vrácena, církev ji chtěla využít jako rekreačního středisko, nakonec ji ale prodala.

## Současnost
Kostel, který se nachází v těsné blízkosti lyžařských vleků a sjezdovek, není k bohoslužbám využíván již léta. Je dlouhodobě uzavřen a zchátral. Evangelíci kostel prodali soukromému vlastníkovi, který zahájil jeho přestavbu na ubytovací zařízení, plány však nedošly realizace. Ke kostelu však byl v jejich rámci přistavěn komín a ve střeše byly prolomeny vikýře s malými okny. Objekt byl i v interieru laicky upravován, což jeho stavu spíše přitížilo a objekt jen dalších 30 let chátral.
V roce 2021 koupil kostel nový vlastník, který zahájil jeho rekonstrukci. Prozatím dokončil vyklizení, drenáž obvodového zdiva a zpevnění základů a po zoufale vleklých jednáních se mu podařilo až v červnu 2024 získal stavební povolení na rekonstrukci, která bude vzhledem ke stavu objektu a k citlivému pojetí rekonstrukce s ohledem na zachování původního vzhledu velmi nákladná. 